# متون تاریخی به زبان فارسی
متون تاریخی به زبان فارسی کتابی است گردآوردهٔ عبدالحسین نوایی (۱۳۰۱ - ۱۳۸۳ ه‍.خ.) که به معرفی ۶۴ کتاب تاریخی به زبان فارسی می‌پردازد. این کتاب‌ها از سدهٔ چهارم تا سیزدهم هجری اند و نمونه‌ای از هر یک از آن‌ها آورده شده‌است.

## ویژگی‌های کتاب
این کتاب بخش‌هایی از ۶۴ متن مهم تاریخی که پس از اسلام تا پایان پادشاهی قاجار به زبان فارسی تألیف شده‌است را در خود گنجانده است. در این کتاب، ابتدا توضیح مختصری (حدود یک صفحه) دربارهٔ کتاب تاریخی موردنظر آورده شده‌است و سپس بخشی از آن کتاب تاریخ (در حدود ۳ صفحه) آورده شده‌است. در حقیقت این کتاب شامل معرفی و نمونه‌هایی از مهم‌ترین کتاب‌های تاریخی به زبان فارسی است.
نخستین کتاب تاریخی معرفی شده، تاریخ بلعمی متعلق به سده چهارم هجری است که بخش «تمامی حدیث انوشروان عادل و حوادث روزگار وی» از آن برگزیده شده‌است. آخرین متن معرفی شده نیز، کتاب تاریخ بیداری ایرانیان متعلق به اواخر سده سیزدهم خورشیدی است که بخش «صورت عهدنامهٔ بریگاد قزاق» از آن آورده شده‌است.
کتاب «متون تاریخی به زبان فارسی» ۲۷۶ صفحه دارد و گرداوری آن در سال ۱۳۷۵ پایان پذیرفته‌است و توسط سازمان سمت چاپ شده‌است.

## فهرست کتاب
- نام کتاب: بخش آورده شده
- تاریخ بلعمی: [تمامی حدیث انوشروان عادل و حوادث روزگار وی]
- زین‌الاخبار: کی‌گشتاسب بن کی‌لهراسب؛ ابومسلم عبدالرحمن بن مسلم
- تاریخ سیستان: رفتن یعقوب به هرات و گرفتن هری
- تاریخ بیهقی: ذکر بر دار کردن [امیر] حسنک وزیر
- تاریخ بخارا: ذکر بنای مسجد جامع؛ ذکر نمازگاه در عید
- سلجوقنامه ظهیری: [فروختن وزیر احمد بن نظام‌الملک را به امیر سید هاشم علوی همدانی]؛ [کشتار و غارت غزان در خراسان]؛ آغاز «ذیل سلجوقنامهٔ ظهیری نیشابوری»
- عقدالعلی للموقف الاعلی: در ذکر عدل و ثواب منصفان و حکایت عادلان، در ذکر دولت آل سلجوق و ایام فترت ملک کرمان
- راحةالصدور و آیةالسرور: [ذکر سلطان ارسلان بن طغرل]
- تاریخ الوزراء: [وزارت قوام‌الدین درگزینی و شمس‌الملک بن خواجه نظام‌المک طوسی]
- ترجمه تاریخ یمینی: [ذکر قحطی که به نیسابور افتاد]
- تاریخ طبرستان: [نامه تنسر]
- طبقات ناصری: حکایت [سفر مؤلف کتاب به قهستان]؛ وبای اهل ارگ سیستان
- نفثة المصدور: [آغاز کتاب]
- سیرت جلال‌الدین منکبرنی: ذکر شدایدی که سلطان کشید تا آنگه که در جزیرهٔ بحر قلزم وفات کرد
- جهانگشای جوینی: ذکر خروج تارابی
- جامع التواریخ: دعوت اسماعیلیه؛ حکایت وضع چاو نامبارک و خللها که بدان سبب در ممالک ظاهر شد؛ حکایت سی و ششم در باب ترتیب فرمودن عوامل در تمامت ممالک
- تاریخ وصاف: حسبت سلطانی
- تاریخ طبرستان و رویان و مازندران: [آغاز کار سید قوام‌الدین مرعشی]
- تاریخ بناکتی: سلطان محمود شیخ ابوالحسن خرقانی؛ در مراتب پادشاهان و سروران افرنج
- تجارب‌السلف: عبداللّه مأمون
- تاریخ گزیده: در ذکر حکام قزوین
- مجمع‌الانساب: الملک العادل نظام‌الدین حسن بن ابراهیم؛ الملک سیف‌الدین هزار سب؛ الملک نظام‌الدین حسن بن هزار سب
- ظفرنامه شامی: ذکر توجه امیر صاحب‌قران به جانب شوشتر؛ ذکر توجه امیر صاحب‌قران به جانب دارالملک شیراز
- ظفرنامه شرف‌الدین علی یزدی: ذکر وفات قیصر ایلدرم بایزید و شهزاده عالی‌مکان امیرزاده محمد سلطان
- زبدةالتواریخ: [ذکر واقعه‌ای که حضرت سلطنت شعاری را افتاد]
- مطلع سعدین و مجمع بحرین: ذکر مولانازادهٔ بخاری و ابتدای سربداری در سمرقند
- روضات‌الجنات فی اوصاف مدینة هرات: روضه سیم
- تاریخ دیاربکریه: ذکر محاصره و فتح بغداد
- روضةالصفای میرخواند: ذکر خطیب فوشنج
- حبیب السیر: گفتار در بیان نهضت رایت فیروزی نشان [شاهرخ] از خراسان به عزم تسخیر ممالک آذربایجان؛ ذکر انتقال امیر قرایوسف از عالم پرستیز و رسیدن میرزا بایسنقر به دارالملک تبریز
- احسن التواریخ: آمدن همایون پادشاه به درگاه عالم‌پناه
- خلاصة التواریخ: [شرح کشته شدن سام میرزا به فرمان طهماسب]
- عالم‌آرای عباسی: ذکر دفع ضالهٔ ملاحده که در این سال به تقویت شریعت غرّاء روی داد
- عباس نامه: قرار دادن دیوان عدالت در هفته سه روز؛ شرح بنای تکیه فیض
- عالم‌آرای صفوی: [جنگ چالدران و کشته شدن ملقوج اوغلی]
- تذکرةالملوک: در بیان منصب هر یک از امراء عظام که لفظ «عالیجاه» مختص به ایشان است
- تاریخ سلطانی: [ذکر ظهور شبیه اسماعیل میرزا در کوه‌گیلویه]
- تاریخ حزین لاهیجی: معاودت به اصفهان؛ حادثه [سقوط] اصفهان و استیلای افاغنه
- جهانگشای نادری: در بیان خاتمهٔ کار خاقان غفران مآب [نادر] و کیفیت قتل او با اولاد و اعقاب
- عالم‌آرای نادری: [آمدن ایلچیان دولت روس به نزد نادر]
- تاریخ نادرشاهی: [علت و کیفیت قتل‌عام دهلی]
- مجمل‌التواریخ گلستانه: در بیان آتش گرفتن باروت‌خانهٔ قلعه کرمانشاهان و تزلزل اهل قلعه و حقیقت آن ایام
- مجمع‌التواریخ: ذکر در بیان انقراض دولت لطفعلی خان سپهسالار و برادرزادهٔ او که فتحعلی خان وزیر اعظم بود
- گیتی‌گشا: بیان احوال امیر مهنا ذعابی و گزارش آن کار
- تاریخ محمدی (احسن التواریخ): در ذکر تذهیب قبهٔ مبارک و گنبد منور معطر امام سیدالشهداء امام حسین (ع)
- مآثر سلطانیه: [اقدامات عباس میرزا در پیشبرد کار سپاه]
- اکسیر التواریخ: گفتار در وقایع سال بدفال پرملال سال ۱۲۵۰، سال سی و نهم سلطنت [فتحعلی شاه] و رسیدن آن حضرت به رحمت ابدیت
- تاریخ نو: قصه احوال این دعاگوی دولت شاهی که از بدخواهی میرزا ابوالقاسم چون کشید [شرح تاریخ نو جهانگیر میرزا کور شدن مؤلف]
- روضةالصفای ناصری: [ذکر آمدن سفیران یمن و پرداخت قروض معتمدالدوله نشاط]
- ناسخ‌التواریخ: ذکر ابنیه‌ای که به حکم شاهنشاه عجم [ناصرالدین شاه] در دارالملک ایران بنیان شد
- حقایق‌الاخبار ناصری: [مرگ میرزا تقی خان امیرکبیر]
- خلسه: [استنطاق حاجی میرزا آقاسی]
- خاطرات ناصرالدین شاه (در سفر سوم فرنگستان): روز جمعه (۲۵ شعبان)
- آیینه سکندری: افسانه‌های قدیم ایران
- افضل‌التواریخ: [عزل میرزا عبدالوهاب خان نظام الملک]
- منتخب‌التواریخ مظفری: آغاز پادشاهی مظفرالدین شاه
- مرآت‌الوقایع مظفری: [استعفای دوم اتابیک علی اصغر خان امین السلطان]
- سفرنامه مظفرالدین شاه (سفر دوم): جمعه بیست و چهارم جمادی الأولی
- تاریخ سرگذشت مسعودی: [مذمت دولت قاجاریه]
- اخبار مشروطیت: [وبای سال ۱۳۲۳ ه.ق.]
- تاریخ بیداری ایرانیان: [صورت عهدنامهٔ بریگاد (قزاق)]